# Amischotolype hookeri
Amischotolype hookeri är en himmelsblomsväxtart som först beskrevs av Justus Carl Hasskarl, och fick sitt nu gällande namn av Hiroshi Hara. Amischotolype hookeri ingår i släktet Amischotolype och familjen himmelsblomsväxter. Inga underarter finns listade.